# Axiomes de la geometria
Els axiomes de la geometria són setze axiomes (proposicions que admetem vertaderes malgrat no es puguin demostrar) que parlen sobre l'existència i propietats dels ens fonamentals de la geometria: el punt, la recta, el pla i l'espai. Els axiomes de la geometria se solen agrupar en sis classes. En geometria euclidiana es té, a més, l'axioma de paral·lelisme.

## Axiomes d'existència
1. Existeixen infinits ens denominats punts. El conjunt de tots els punts s'anomena espai.
2. Es poden considerar conjunts d'infinits punts, subconjunts parcials dels infinits punts que formen l'espai, que s'anomenen plans. Dins d'un pla, es poden considerar conjunts d'infinits punts, anomenats rectes i que són subconjunt parcial dels infinits punts que formen un pla. Els punts d'una recta es diu que estan alineats.

## Axiomes d'enllaç o d'incidència
3. Per dos punts diferents hi passa una recta i només una. Així, una recta queda definida per dos punts.
4. Per tres punts diferents i no alineats hi passa un pla i només un. Així, un pla queda definit per tres punts no alineats.
5. Si dos punts d'una recta estan en un pla, llavors tots els altres punts de la recta també estan continguts en aquest pla.

## Axiomes d'ordenació
6. La recta és el conjunt de punts linealment ordenat, obert i dens, on:
- Linealment ordenat significa que, donada una terna de punts, A, B i C, si A precedeix B i B precedeix a C, llavors A precedeix a C.
- Obert significa que no existeix ni un primer ni un últim punt.
- Dens significa que entre dos punts d'una recta sempre n'hi ha infinits més, de manera que no existeixen punts consecutius.

## Axiomes de divisió
7. Tota recta continguda en un pla estableix una divisió dels punts del pla no continguts en la recta en dues úniques regions tals que tot punt del pla exterior a la recta pertany a una o altra regió, i de manera que, escollits dos punts que pertanyin a diferents regions, la recta que els conté té un punt situat entre ells que pertany a la recta original i viceversa.
8. Tot pla estableix una divisió dels punts de l'espai no continguts en ell en dues úniques regions tals que tot punt exterior al pla pertany a una o altra regió, i de manera que, escollits dos punts que pertanyin a diferents regions, la recta que els conté té un punt situat entre ells que pertany al pla original i viceversa.

## Axiomes de moviment
9. Existeixen unes transformacions puntuals i biunívoques anomenades moviments (a cada punt li correspon un i només una nova posició).
10. Tot moviment del pla conserva les relacions d'incidència i d'ordenació.
11. Tot moviment en l'espai conserva les relacions d'incidència i d'ordenació, i a més, conserva el sentit.
12. Axioma de rigidesa: Cap moviment pot transformar un conjunt de punts en una part d'ells.
13. La transformació resultant de dos moviments és un altre moviment.
14. La transformació inversa de tot moviment és un altre moviment.
15. Axioma de determinació del moviment: existeix un únic moviment que transforma una recta en una altra recta i un pla que conté aqueslla recta en un altre pla que conté la recta transformada i un punt qualsevol exterior a la recta en un altre punt exterior a la recta transformada.
Es diu que dues figures són iguals o congruents si existeix un moviment que transforma una en l'altra.

## Axiomes de continuïtat
16. Axioma de Dedekind: Donada una classificació dels punts d'una recta en dues regions que compleix:
- Existeixen punts de la recta d'una i altra regió.
- Tot punt de la recta pertany a una o altra regió.
- Tot punt d'una regió precedeix a tot punt de l'altra regió.

llavors existeix un sol punt de la recta tal que tots els punts que el precedeixen pertanyen a la primera regió i tots els punts que el segueixen pertanyen a la segona regió.

## Axioma del paral·lelisme en geometria euclidiana
Els axiomes enunciats anteriorment són comuns en totes geometria absoluta. En geometria euclidiana, s'afegeix el següent postulat:
17. Axioma del paral·lelisme: Per un punt exterior a una recta, hi passa una (i només una) recta tal que les dues estan contingudes en un mateix pla i no tenen entre elles cap punt en comú. Aquesta recta es diu que és paral·lela a la primera i viceversa.
Temes relacionats: geometria, espai, pla, recta, punt, semiplà, semirecta, angle